# Cyril Collier Duchesné
Cyril Collier Duchesné, britanski general, * 1898, † 1973.